# ايفان بيشا
ايفان بيشا (23 يناير 1986 ببراتيسلافا في سلوفاكيا - ) هو لاعب كرة قدم سلوفاكي في مركز الدفاع. لعب مع باتي بوريسوف وليفاديا تالين ونادي أتلانتس ونادي أوتسيلول غالاتسي ونادي بياترا نيامتس ونادي خزر لنكران ونادي سلوفان براتيسلافا ونادي ليبايا ونيمان غرودنو وRavan Baku FK ‏ وFC Senec ‏ ونادي توريفايخا ‏ وCAP Ciudad de Murcia ‏ وMotor Lublin ‏.

## وصلات خارجية
- ايفان بيشا على موقع الاتحاد الأوربي (الإنجليزية)
- ايفان بيشا على موقع قاعدة بيانات كرة القدم.إي يو (الإنجليزية)
- ايفان بيشا على موقع Soccerway.com (الإنجليزية)